# كاثرين دوريه
كاثرين دوريه (بالإنجليزية: Katharine Doré)‏ هي منتجة مسرحية ‏ بريطانية، ولدت في 1 فبراير 1960.

## وصلات خارجية
- كاثرين دوريه على موقع قاعدة بيانات برودواي على الإنترنت (الإنجليزية)